# 강거두고래속
강거두고래속 (Orcaella)은 참돌고래과에 속하는 고래 속의 하나이다. 이라와디강돌고래 (Orcaella brevirostris)와 오스트레일리아강거두고래 (Orcaella heinsohni)의 2종으로 이루어져 있다. 이 속은 오랫동안 이라와디강돌고래 단일 종만을 가진 단계통 속으로 알려져 왔으나 2005년에 오스트레일리아/뉴기니 섬에 서식하는 강돌고래가 이라와디강돌고래와 현저히 다르다는 것이 발견되면서 오스트레일리아강거두고래를 별도의 종으로 선언했다.

## 하위 종
- 이라와디강돌고래 (Orcaella brevirostris)
- 오스트레일리아강거두고래 (Orcaella heinsohni)